# Stanisław Szmidt
Stanisław Szmidt (ur. 23 lutego 1936 w Łodzi, zm. 22 lutego 2019) – polski duchowny rzymskokatolicki, salezjanin, autor pieśni religijnych, w tym polskiego przekładu Barki.

## Życiorys
Jako szesnastolatek rozpoczął nowicjat, zaś pierwsze śluby złożył 24 lipca 1952. Święcenia kapłańskie przyjął 9 czerwca 1963 z rąk bp. Antoniego Pawłowskiego. Następnie w latach 1964–1969 studiował języki klasyczne na Katolickim Uniwersytecie Lubelskim, a w latach 1969–1972 pracował w salezjańskich domach formacyjnych w Czerwińsku nad Wisłą oraz w latach 1972–1979 w Lądzie nad Wartą. W latach 1979–1980 piastował funkcje redaktora salezjańskiego czasopisma informacyjnego Nostry, a następnie do lutego 1980 przebywał na kursie formacji ciągłej w Rzymie. Po powrocie do Polski podjął pracę w domu formacyjnym w Woźniakowie, gdzie pracował do 1992, kiedy wyjechał do swojej rodzinnej Łodzi, zaś od 1993 pracował w Wyższym Seminarium Duchownym Towarzystwa Salezjańskiego.
Był autorem publikacji książkowych i artykułów o tematyce misji salezjańskich, a także pieśni religijnych w tym Usłysz Bożej Matki głos, Serce wielkie nam daj czy napisana w 1974 Barka, będąca wolnym tłumaczeniem pieśni południowoamerykańskiej i należąca do ulubionych pieśni papieża Jana Pawła II.

## Publikacje
- Dole i niedole mandaryna Wai-Tsiu-Lek. (Akademia Teologii Katolickiej, staraniem Warszawskiej Prowincji Salezjańskiej, Warszawa 1983)
- Krew nad Rio das Mortes: salezjańscy męczennicy w Mato Grosso („Poligrafia Salezjańska”, Kraków, 2000; ISBN 83-86473-81-9)
- Okruchy życia: sylwetki kilku polskich misjonarzy salezjańskich (Drukarnia Cyfrowa & Wydawnictwo „Piktor”, Łódź, 2012; ISBN 978-83-63199-13-5)
- Pierwsi salezjańscy misjonarze męczennicy (Salezjański Ośrodek Misyjny, Łódź, 1983)
- Świadkowie światła („Poligrafia Salezjańska”, Kraków, 1999; ISBN 83-86473-76-2)
- Święci, błogosławieni, słudzy Boży Rodziny Salezjańskiej (Wydawnictwo Salezjańskie, Warszawa, 2006; ISBN 83-7201-160-5)
- Święci męczennicy salezjańscy w Chinach: ks. biskup Alojzy Versiglia, ks. Kalikst Caravario („Poligrafia Salezjańska”, Kraków, 2000; ISBN 83-86473-82-7)